# 이항복 (기업인)
이항복(1954년 10월 28일~)는 대한민국의 기업인이다. 건원엔지니어링의 부사장이며, 세계스카우트 이사회 의장을 역임했다.